# Iwanai
Iwanai (japanska: 岩内町?, Iwanai-chō) är en landskommun (köping) i Hokkaido prefektur i Japan. 